# Seznam krajev Unescove svetovne dediščine v Kirgizistanu
V Kirgizistanu so tri mesta, vpisana na Unescov seznam svetovne dediščine, in eno mesto, ki čaka na vpis.  

## Mesta, vpisana v Unescov seznam svetovne dediščine[1]
| Ime                                                            | Datum vpisa | Kriteriji      | Provinca    | Slika |
| -------------------------------------------------------------- | ----------- | -------------- | ----------- | ----- |
| Sulejmanovi sveti gori                                         | 2009        | III,IV         | Oš          |       |
| Mesta na svilni cesti na Kitajskem, Kazahstanu in Kirgizistanu | 2014        | II,III,IV,V,VI |             |       |
| Zahodni Tien-Šan                                               | 2016        | VII,VIII,IX,X  | Džalal-Abad |       |

## Mesto, ki čaka na vpis[2]
| Ime                       | Datum vpisa | Kriteriji | Provinca    | Slika |
| ------------------------- | ----------- | --------- | ----------- | ----- |
| Petroglifi v Saimali-Tašu | 2001        | III,IV,VI | Džalal-Abad |       |

## Sklica
1. ↑  UNESCO Official page for main list
2. ↑  UNESCO official page for tentative list